# 푸푸탄
푸푸탄(puputan)은 발리에서 옛날부터 전해 온 풍습으로 왕조가 전투에서 패배하면 자결을 선택하고 많은 왕족, 귀족이 순사를 하는 것을 말한다. 발리어로 푸푸탄은 ‘죽음’을 의미한다.

## 개요
특히 발리 전쟁(1846년 - 1849년), 롬복 전쟁(1894년), 발리 침공 (1906년), 발리 침공 (1908년) 등 19세기 말부터 20세기 초까지의 네덜란드 제국 동인도 군의 발리 섬 침공 시에 왕국의 일부가 왕을 선두로 인척과 신하들이 행렬을 만들어 자결할 각오로 네덜란드 군을 향해 ‘죽음의 행진’을 하고 총탄에 쓰러져 간 집단 자결 행동을 가리킨다.
또한, 인도네시아 독립 전쟁의 과정에서 구스티 응우라이 장군이 이끄는 부대가 네덜란드 군과 치열한 전투 끝에 전원 옥쇄한 행위 등을 말하며, 반식민지 독립의 상징으로 이야기되고 있다.

## 네덜란드의 침략에 대항한 푸푸탄
- 1906년 바둔 왕국 (덴파사르 왕가와 푸무츄탄 왕가)
- 1908년 4월 20일 클룽쿵 왕국

## 같이 보기
- 할복
- 집단 자살